# Abu Muhammad Al-Maqdisi
Abu Muhammad Al-Maqdisi (en árabe: أبو محمد المقدسي) (3 de julio de 1959 en Barqa, Nablus, Palestina) es un pensador jordano-palestino islamista que destaca por ser el primero en declarar el takfir a los dirigentes saudíes y el mentor del fallecido líder de Al Qaeda en Irak Abu Musab al-Zarqaui, con el cual posteriormente entraría en discusión ideológica y metodológica. Según la institución académica militar Combating Terrorism Center, en una publicación de 2008, se le definía como el “ideólogo islamista vivo más importante”. Dispone de una página web propia a través de la cual se pueden descargar sus escritos.

## Nombre
Al Maqdisi nació con el nombre de “Isam al-Barqawi”, no obstante, posteriormente cambió “Isam” por “Asim” ya que este último hacía referencia a numerosos compañeros del profeta Mahoma. En relación con “Al-Maqdisi” cabe destacar que hace referencia a la ciudad de Jerusalén, siendo la ciudad importante para el islam más cercana a su lugar de nacimiento. Al-Hafi sería la subrama tribal a la que pertenece siendo la gran raíz la parte de “al-Utaybi” mostrando que sus ancestros provenían de Najd en Arabia Saudí.

## Biografía
Nacido en Barqa, Nablus, en Cisjordania, el 3 de julio de 1959. Cabe destacar que algunos de sus ancestros provienen de la zona del Najd en Arabia Saudí, derivado de una emigración de numerosas familias desde el actual Arabia Saudí hasta Cisjordania. No obstante, su familia iniciaría, previamente a su nacimiento, otra migración desde Palestina hasta Kuwait como resultado de la guerra árabe-israelí de 1948.
Según el propio Maqdisi, su familia nunca fue muy religiosa destacando que su madre rezaba poco y su padre nunca lo hacía. Por consiguiente, su primer contacto con asuntos religiosos fue a través de sus amistades y la escuela.
El interés por incrementar su conocimiento religioso le llevó a querer estudiar en la Universidad de Medina (Arabia Saudí), sin embargo, su primer destino fue la Universidad de Sarajevo, en la cual consiguió entrar gracias a los contactos de su mentor Muhammad Surur junto a unos amigos. No obstante, al tener que aprender serbio y, según el propio Maqdisi, al ver a hombres y mujeres juntos en la facultad se decidió a trasladarse a Mosul para estudiar biología.
Durante su estancia en Irak fue detenido un par de veces por “poseer libros islámicos” e intentar acercarse a diversos grupos islamistas. Por tanto, su experiencia tampoco acabó de ser lo que él esperaba tanto por los estudios que cursaba como por la poca rigurosidad a la hora de diferenciar hombres y mujeres.
Ante esta situación, volvió a Kuwait durante un breve período de tiempo tras lo cual se decidió a cumplir su sueño de ir Arabia Saudí a realizar estudios religiosos. Aunque nunca fue aceptado como estudiante en la Universidad de Medina, se le permitió acudir a las clases para que pudiera formarse. En una entrevista que se publicó en 2009, Al Maqdisi considera este período como el punto de inflexión en su pensamiento ya que gracias a la biblioteca de la mezquita del profeta Mahoma en Medina pudo conocer la obra Al-Durar al-Saniyya y conectar fatuas de los imames de Najd con el período contemporáneo.
A principios de los años 80, finalizó sus estudios en Arabia Saudí y volvió por un breve período de tiempo a Kuwait, país desde el cual se marchó a Peshawar (Pakistán) entrando finalmente en Afganistán para apoyar la lucha contra la invasión soviética. Cabe tener en consideración que él nunca luchó, apoyándose fundamentalmente sus esfuerzos en la dawa.
Allí conoció a numerosos salafistas famosos como Abdallah Azzam o el actual líder de Al Qaeda Aymán al-Zawahiri, aunque reconoció no haber conocido a Osama Bin Laden en persona.
Empero, su estancia tampoco fue longeva y, finalmente, volvió a Kuwait. Allí, continuó produciendo escritos religiosos tal y como hizo durante su estadía en Arabia Saudí y Pakistán/Afganistán. Así, en última instancia, llegó a Jordania en el año 1992, lugar en el cual reside actualmente. En Jordania, empezó a conseguir una influencia importante entre ciertos sectores salafistas jordanos, asistido por Al-Zarqawi, posterior líder de Al Qaeda en Irak y considerado discípulo de Al Maqdisi durante aquel período. El grupo que conformaban los seguidores de Al Maqdisi era conocido con el nombre de Bayat al-Imam que, pese a que se caracterizaba por la transmisión de la palabra de Alá a través de la dawa, participó en algún tipo de intentona violenta que acabó provocando que acabarán en la cárcel sus miembros.
Al Maqdisi estaría entre rejas entre 1994 y 1999 y perdería el liderazgo de la mayor parte de sus segudiores en favor de Al Zarqawi, más violento y duro en su interpretación. En 1999 permaneció fuera de prisión durante unos meses y ese mismo año fue detenido ante el llamado “Complot del Mileno” en el cual se pretendía llevar a cabo actos terroristas en diferentes lugares el mundo. Al parecer encontraron libros suyos entre los objetos personales de los terroristas. El 28 de junio de 2005 fue puesto en libertad tras ser considerado inocente.
Al salir de prisión, ofreció declaraciones a la prensa atacando a su ex discípulo Al Zarqawi, por lo que recibió numerosas críticas por parte de numerosos salafistas favorables a la yihad armada El hecho de que diera numerosas entrevistas pese a que las autoridades jordanas se lo habían prohibido, le llevó de nuevo a prisión el 6 de julio de ese mismo año. Así, permaneció recluido hasta 2008 sin siquiera tener ningún cargo judicial a las espaldas, lo cual fue criticado por la ONG Human Right Watch. Esto, junto a sus problemas de salud debido a una huelga de hambre, podrían ser las razones por las que fue liberado.
En 2010, fue reencarcelado de nuevo y condenado a 5 años de prisión en julio de 2011 acusado de “reclutar terroristas.” No obstante, no cumplió completamente su condena y fue puesto en libertad en junio de 2014 supuestamente debido a que los intereses de las autoridades jordanas habrían pasado por utilizar a Al Maqdisi como punta de lanza frente al autodenominado Estado Islámico (EI) al que había criticado previamente. No obstante en octubre, vuelve a ser detenido justo cuando estaba negociando la liberación de Peter Kassig con el autodenominado EI, alegando las autoridades el "uso de internet para promover e incitar puntos de vista de organizaciones yihadistas". Al parecer el poder jordano habría querido que estas negociaciones no llegaran a buen puerto, tal y como sucedió con la muerte de Kassig Tras cinco meses, en febrero de 2015 es finalmente liberado justo después de la muerte del piloto jordano Muath al-Kasasbeh, lo cual podía haber estado promovido de nuevo para que Al Maqdisi criticara a la organización yihadista, lo cual hizo. A partir de este momento, ha ofrecido numerosas declaraciones en contra de las acciones del grupo terrorista.

## Pensamiento
En relación con la aqida Archivado el 3 de diciembre de 2019 en Wayback Machine. hay que destacar el concepto de yihad y la visión de Al Maqdisi en este sentido. Es importante tener en consideración que él no intenta explicar en su obra qué es la yihad o cómo se debe de llevar a cabo, sino que se interesa en sobre quién debe ser dirigida y por qué.
Al Maqdisi mantiene una postura ambivalente sobre cómo llevar a cabo la yihad mezclando tanto la acción violenta como la dawa. Asimismo, para él todo el mundo está bajo planteamientos apóstatas. Sin embargo, otorga prioridad a los países con población de mayoría musulmana y a la lucha contra los gobernantes de dichos países. Por consiguiente, busca más consolidar la aplicación de la Sharia en territorios de mayoría musulmana que la expansión del islam a aquellos lugares donde son minoritarias las personas de este credo.
De tal modo, Al Maqdisi explica cómo un gobernante se puede calificar de kafir. Desde su punto de vista, en el momento en el que el gobernante aplica un sistema legal no basado en la Sharia, este deja de ser musulmán directamente. No obstante, no queda ahí su planteamiento y llama a rebelarse contra estos gobernantes por dicha razón, por lo que no se conforma con un planteamiento quietista de simple excomulgación.
Para justificar este razonamiento, Al Maqdisi conecta el takfir al gobernante con la idea del tawhid alegando que no hay más dios que Alá y, por tanto, no puede existir un cuerpo legislativo que no se base en lo descendido por Alá. Sin embargo, no aplica esto a toda la población, ya que el hecho de que una persona pertenezca a una sociedad en la que le gobernante aplique estas reglas seculares no significa que esta persona deba ser blanco de excomulgación. Por tanto, rechaza que se pueda dar el takfir a una sociedad o nación al completo.
Así, aunque llegó a apoyar los atentados del 11-S, él no concibe a EE. UU. e Israel como los grandes enemigos del Islam, sino a los gobernantes de los propios países musulmanes, por lo que tampoco se muestra como ferviente defensor de la yihad global, mostrando un pensamiento más cercano al de la yihad defensiva.
En el tema de la manhaj, Al Maqdisi resulta ser un híbrido que busca combinar tanto dawa como yihad, aunque teniendo como prioridad la primera. Asimismo, se muestra contrario a una yihad global descentralizada ya que considera que generalmente las acciones que se llevan a cabo están mal planeadas y mal ejecutadas por jóvenes que no tienen experiencia. También critica acciones como la grabación de los ataques terroristas y su posterior subida a internet ya que considera que no es inteligente.
Por tanto, no es que rechace los ataques por falta de legitimidad de la yihad sino que se muestra en contra de que sean mal organizados y para ello pone el ejemplo del 11-S y el buen hacer del mismo a nivel de preparación. Por consiguiente, para hacer frente a estas dificultades, defiende la organización en grupos y el surgimiento de expertos islámicos que emitan fetuas que permitan poder actuar sincronizadamente a los ejecutores de los actos en vez de actuar de manera individual cada uno de ellos. De tal modo, surgió el Consejo de la Sharia del Minbar al-Tawhid wa-l-Jihad con el objetivo de regular fetuas vinculadas a la yihad.. No obstante, no deslegitima las acciones de carácter individual.
En relación con los objetivos de la yihad, Al Maqdisi es muy claro a la hora de establecer quienes no son susceptibles de ser atacados. En primer lugar, habla de mujeres y niños los cuales no pueden ser un objetivo salvo que colaboren con el “enemigo” y extiende este planteamiento a toda la población no combatiente, aunque acepta la posibilidad de que haya daños colaterales.
En segundo lugar, destaca que los chiíes no merecen ser considerados como un todo al que atacar ya que muchos de ellos sólo saben rezar y ayunar y no son conscientes de cuál escuela jurídica están siguiendo, lo cual le diferencia de otros pensadores salafistas.
En tercer lugar, teniendo en cuenta que el principal objetivo de la yihad, según Al Maqdisi, deben ser los gobernantes de los países musulmanes, entra a calificar quienes de las personas que trabajan para la pervivencia del sistema deben ser considerados objetivos de la yihad. Entre ellos incluye al ejército, la policía, los guardianes reales, otro personal de seguridad del estado como espías, jueces o recaudadores de impuestos. Sin embargo, los cargos puramente administrativos los excluye, así como la gente que demanda sus derechos en base a la legislación existente, aunque no sea la Sharia. 
Cabe destacar también su influencia sobre conceptos islámicos como Al-Wala Wa-l-Bara (la alianza y la ruptura) y al-Isti’ana bi-l-Kuffar (buscar la ayuda de los no creyentes). Estos conceptos los considera desde varias dimensiones: en primer lugar, una dimensión quietista del primer término que se encuentra en los escritos salafistas. Y, una segunda dimensión que establece una interpretación legislativa de dicho término.

Al Maqdisi utiliza Al-Wala Wa-l-Bara como herramienta para calificar a las legislaciones producidas por el ser humano como kufar y las leyes y los legisladores como tawaghit con el objetivo de legitimar el takfir y la yihad contra los gobernantes De tal modo, conecta la palabra Wala con la adoración a Alá a través del tawhid entendido como la unidad de la divinidad y la unidad de Alá, estableciendo la lógica de que sólo Alá puede ser adorado. Para ello se basa en la azora 9:31 que dice:

“Han tomado a sus doctores y sacerdotes como señores en vez de Allah, igual que al Ungido, hijo de Maryam; cuando solamente se les ordenó que adoraran a un Único Dios. No hay dios sino Él. ¡Glorificado sea por encima de lo que Le asocian!” (Corán: 9:31).
Por consiguiente, Al Maqdisi equipara el seguimiento de leyes no islámicas con la adoración e incluye a la democracia en este planteamiento. Desde que él cree que la lealtad debería tener en cuenta sólo a Alá, seguir leyes no islámicas no es sólo un acto de shirk sino que aleja la adoración hacia Alá, lo cual es una forma prohibida de wara (adoración) que sólo debería estar reservada a Alá. En este contexto, la solución se halla en el bara (rechazo) de dichas legislaciones consideradas como tawaghit. Estos planteamientos fueron novedosos ya que aunque eruditos wahabíes habían condenado previamente las leyes no islámicas y escribieron largo y tendido sobre Al-Wala Wa-l-Bara, ninguno había conectado ambos aspectos.
Es importante destacar que gracias a esta conexión que realiza Al Maqdisi, acerca el salafismo, al utilizar conceptos como Al-Wala Wa-l-Bara, a la yihad. Aun así, y aunque el excusaba a la gente que no confronta a los gobernantes y no aplica el takfir sobre ellos, insiste en que una condición esencial para un verdadero tahwid pasa por rechazar dichas leyes.
Hay que subrayar la relación que establece del al-Isti’ana bi-l-Kuffar a la actualidad. Este último punto, Al Maqdisi lo aplica a Arabia Saudí explicando que está prohibido pedir ayuda a los países “infieles” en clara referencia a EE. UU. Este planteamiento supuso un redescubrimiento del término y llamó la atención de posteriores autores que explotarían esta idea, aunque sin dar reconocimiento a Al Maqdisi debido a que su cuerpo argumentativo era vago y desorganizado.
Sin embargo, a nivel ideológico hay que tener en cuenta que tras su paso por prisión en los 90, hace un viraje ideológico que afecta a los pensadores que critica. Mientras que durante los años previos a su encarcelamiento ataca fundamentalmente a salafistas quietistas, como por ejemplo al-Albani, mostrándose más cercano a planteamientos yihadistas, tras su estancia en la cárcel pone el foco en aquellos que rechazan el dawa en favor de la lucha armada y aplican el takfir con más facilidad.
En conclusión, su pensamiento viene muy determinado por su óptica legislativa, pudiendo definir al autor como un defensor de la yihad contra los gobernantes musulmanes, aunque con alta preferencia por la dawa.

## Influencias recibidas
Su primera influencia datada se encuentra en su adolescencia, a los 16 o 17 años, en Kuwait a través de una mezquita a la que acudía en la que se encontraba un predicador egipcio llamado Hasan Ayyub y un tal Gharib Tawba los cuales eran miembros de los Hermanos Musulmanes. Estos criticaban constantemente el comportamiento fuera de lugar de los gobernantes musulmanes. No obstante, el mensaje que se transmitía desde la Hermandad no acababa de convencerle y encontró a un nuevo maestro con tintes salafistas: Muhammad Surur Zayn al-Abidin que, pese a tener un origen ideológico en los pensamientos de los Hermanos Musulmanes se volvió hacia una tendencia más salafista tras su estancia en Arabia Saudí, llegando por primera vez a Al Maqdisi algunas ideas de Muhammad ibn Abd-al-Wahhab.  Aunque al-Abidin,en un principio, fue una de las figuras clave en el pensamiento de Al Maqdisi, en 2009, admitió que rechazaba los conocimientos de este.
A nivel académico, admiró a Sayyid Qutb por el takfir dirigido hacia los gobernantes y por llamar a la lucha contra ellos, algo que provenía en origen de Ahmad ibn Taymiyyah, aunque reconoció que este tenía errores. Otras influencias destacables son las de Juhayman al-Otayb, líder de la revuelta que se produjo en la mezquita de La Meca en el año 1979, aunque estaba en desacuerdo con él por no haber dado en takfir a los gobernantes saudíes. Otras influencias que recibió fueron de Muhammad Nasiruddin al-Albani o Abd al-Aziz ibn Baz
A partir de su estancia en Arabia Saudí sus referencias islámicas se enriquecieron y se dirigieron hacia figuras cercanas al Wahabismo como por ejemplo Hamd b. ‘Atiq. En relación con Al-Wala Wa-l-bara destaca la influencia de eruditos wahabíes como por ejemplo ‘Abd al-Rahman b. Hasan Al al-Shaykh, nieto de Muhammad ibn Abd-Al-Wahab.

## Influencias dadas
Influyó tanto en Arabia Saudí y su perspectiva wahabí como en salafistas no saudíes.
En Arabia Saudí destaca su crítica a la legislación del reino la cual, según él, aplica “leyes humanas” y no la Sharia, a las conexiones con organizaciones e instituciones extranjeras vinculadas a gobiernos que no disponen de la Sharia, focalizándose en el ejemplo que constituye la gran relación entre EE. UU. y Arabia Saudí y, por último, sus contradicciones acerca del tawhid. Estas críticas van a influir en cierto modo en el movimiento islamista surgido a través de los Hermanos Musulmanes en el reino: Al Sahwa Al-Islamiyya. No obstante, cabe decir que Al Maqdisi hacía una crítica a la propia naturaleza del régimen y no tanto de carácter político que era lo que pretendía Al-Sahwa. Por tanto, la gran influencia del pensamiento de Al-Maqdisi en Arabia Saudí no sería sobre este grupo sino que afectaría a otro en mayor medida: Al-Qa’ida fi Jazirat al-Arabiyya (QAP), 
Para ellos el problema se hallaba en un tema religioso también, por lo que la contribución de Al Maqdisi utilizando fuentes wahabíes, en el momento en el que se difundió su obra y en la que fue escrita y dando el takfir a los gobernantes saudíes fue un punto clave para crear la base de la campaña del QAP contra el régimen, aunque limitando la difusión del takfir siguiendo también los planteamientos del autor. Asimismo, la filial yihadista admitió haber sido influenciada por los escritos de Al Maqdisi, lo cual además queda demostrado por el número de referencias al autor que aparecían en las revistas de la filial como Sada l-Jihad y Majallat al-Ansar.
En relación con el concepto de Al-Wala Wa-l-Bara cabe destacar que lo transformó él mismo al conectar las leyes antiislámicas y la adoración a Alá lo cual permitió que pasase de ser una herramienta quietista para purificar la religión como en los tiempos de Ibn Taymiyya a considerarlo como un instrumento revolucionario. El concepto ya no remite a la separación de musulmanes y no musulmanes sino de buenos musulmanes y apóstatas. Estos planteamientos han podido tener cierta influencia indirecta en autores como el libanés ‘Umar Bakri Muhammad, el jordano Abu Humam Bakr b. ‘Abd al-‘Aziz al-Athari, Abu Mus’ab al-Suri o directa como en Abu Jandal al-Azdi (líder de QAP). Sin embargo, el intento de conexión de la azora 9:31 con Al-Wala Wa-l-bara fue demasiado lejos ya que atentaba contra la esencia del concepto, limitando así la extensión de la explicación.
En relación con el concepto de al-Isti’ana bi-l-Kuffar los wahabíes no se vieron atraídos por las explicaciones de Al Maqdisi, sin embargo, entre no saudíes tuvo más calado. Entre los eruditos influenciados indirectamente estarían Abu Basir al-Tartusi, Ayman al-Zawahiri o Abu Mus’ab al Zarqawi. Por tanto, la gran contribución al pensamiento islamista relacionado con este concepto sería la exportación del mismo más allá del pensamiento wahabí.
Entre otras influencias destacables cabe señalar la que proyectó ideológicamente sobre el salafismo jordano. En los 90, en Jordania tanto la situación económica como política como el desarraigo de excombatientes de Afganistán crearon un terreno muy fértil para que las enseñanzas de Al Maqdisi se extendieran. El grupo jordano Jama’at al-Muwahhidin se estableció alrededor de él y sus enseñanzas, centrándose en actividades de dawwa y transmitiéndose su fama a lo largo de todo el territorio jordano. Sin embargo, su libre actuación llegaría a su final en 1994 cuando es detenido junto a sus correligionarios, en parte por su influencia ideológica. Entre las razones se hallaba su fatua a favor de atacar Israel, la entrada de armamento con su ayuda en territorio jordano y, especialmente, el plan del grupo de atentar contra el territorio judío.

## Obras[64]
- ملة إبراهيم ودعوة الأنبياء والمرسلين
- الكواشف الجلية في كفر الدولة السعودية
- هذه عقيـدتـنا
- إمتاع النظر في كشف شبهات مرجئة العصر
- تبصير العقلاء بتلبيسات أهل التجهم والإرجاء
- الرسالة الثلاثينية في التحذير من الغلو في التكفير
- القول النفيس في التحذير من خديعة إبليس
- الديمقراطية دين
- وقفات مع ثمرات الجهاد
- كشف شبهات المجادلين عن عساكر الشرك وأنصار القوانين
- كشف النقاب عن شريعة الغاب
- مختصر كشف النقاب عن شريعة الغاب
- لا تحزن إن الله معنا
- إعداد القادة الفوارس بهجر فساد المدارس
- مشروع الشرق الأوسط الكبير
- النكت اللوامع في ملحوظات الجامع
- التحفة المقدسية في مختصر تاريخ النصرانية
- الإشراقة في سؤالات سواقة
- حسن الرفاقة في أجوبة سؤالات سواقة
- المصابيح المنيرة في الرد على أسئلة أهل الجزيرة
- من كان بيته من زجاج فلا يرم غيره بحجر
- إرشاد المبتدي إلى قواعد السعدي
- ملحوظات الأسير على بعض مقالات السعدي في التفسير
- رسالتان في بدع المساجد